# 恋愛スピリッツ
「恋愛スピリッツ」（れんあいスピリッツ）は、チャットモンチーの2枚目のシングル。2006年6月7日発売。発売元はKi/oon Records。

## 解説
初回限定盤のみスーパーピクチャーレーベル仕様。

## 収録曲
- 全作曲：橋本絵莉子、全編曲：チャットモンチー

1. 恋愛スピリッツ
（作詞：橋本絵莉子）
フジテレビ系「HEY!HEY!HEY! MUSIC CHAMP」2006年6～7月度エンディングテーマ。インディーズ時代の楽曲「恋愛スピリチュアル」を元に作り替えた。歌詞はほぼ同じだが、曲はかなりアレンジを変え、原曲の面影はほとんどない。
『ASIAN KUNG-FU GENERATION presents NANO-MUGEN COMPILATION 2006』にも収録されており、1stアルバム『耳鳴り』には別バージョンが収録されている。
ヴォーカルの橋本絵莉子が高校3年生の時に作詞作曲した曲で、好きな人に電話で告白する時に言いたいことをメモしたものが歌詞になった。今でもこの曲を歌う時、その当時の思い出が鮮明に蘇るらしい。
2. 手の中の残り日
（作詞：橋本絵莉子）
一時期シングル候補に上がったことがある。
3. Y氏の夕方
（作詞：高橋久美子）
高橋曰く「サラリーマン泣かせの曲」

## 収録アルバム
- 耳鳴り (#1)
- 表情＜Coupling Collection＞ (全曲、#1はアコースティックバージョン、#2,3はAlbum Mix)
- チャットモンチー BEST〜2005-2011〜 (#1)
- BEST MONCHY 1 -Listening- (#1)